# 馬場有加
馬場 有加（ばば ゆうか、1996年11月8日 - ）は、日本の女優、タレントである。
静岡県出身。

## 来歴
芸能事務所は太田プロダクションを経て、現在は無所属（フリーランス）。

## 人物
- 特技：陸上競技、水泳
- 趣味：ピアノ、和太鼓

## 出演

### 映画
- いちばんきれいな水（2006年、アミューズSE、博報堂DYMP） - 谷村愛(子供時代)役
- 接吻（2008年、ファントム・フィルム）
- 女の子ものがたり（2009年、IMJエンタテインメント、エイベックス） - あゆみ 役

### テレビドラマ
- 翼の折れた天使たち 第3夜「時」（2007年2月28日、フジテレビ）
- 少女たちの日記帳 ヒロシマ 昭和20年4月6日〜8月6日（2009年8月2日、6日、NHK-BShi、NHK） - 奥津牟 役

### CM
- ライオン 植物物語（2005年）
- ヤマハリビングテック（2005年）
- 日立 「つくろう。」キャンペーン（2005年）
- 日本ケンタッキーフライドチキン（2006年）
- カルピス ウェルチ（2006年 - 2008年）
- ベネッセコーポレーション 進研ゼミ小学講座（2006年）
- トヨタホーム（2008年 - 2010年）

### PV
- CHARA 「片想い」（2009年）